# Валуа-Фортье, Антуан
Антуа́н Валуа́-Фортье́ (фр. Antoine Valois-Fortier; 13 марта 1990, Квебек) — канадский дзюдоист полусредней весовой категории, выступает за сборную Канады начиная с 2011 года. Бронзовый призёр летних Олимпийских игр в Лондоне, серебряный и бронзовый призёр чемпионатов мира, бронзовый призёр Панамериканских игр, победитель многих турниров национального и международного значения.

## Биография
Антуан Валуа-Фортье родился 13 марта 1990 года в городе Квебек одноимённой провинции. Активно заниматься дзюдо начал с раннего детства, проходил подготовку в Монреале под руководством тренеров Николя Жиля, Мари-Элен Шисольм и Серхио Пессоа старшего.
Первого серьёзного успеха на взрослом международном уровне добился в 2011 году, когда попал в основной состав канадской национальной сборной и побывал на Панамериканских играх в Гвадалахаре, откуда привёз награду бронзового достоинства, выигранную в полусредней весовой категории. Выступил на чемпионате мира в Париже, где был остановлен немцем Оле Бишофом.
В 2012 году стал серебряным призёром на домашнем панамериканском чемпионате в Монреале и благодаря череде удачных выступлений удостоился права защищать честь страны на летних Олимпийских играх в Лондоне. На Олимпиаде в стартовом поединке неожиданно победил чемпиона предыдущих Игр азербайджанца Эльнура Мамедли, затем взял верх над такими сильными дзюдоистами как Юэн Бёртон из Великобритании и Срджан Мрвалевич из Черногории, но на стадии четвертьфиналов всё же потерпел поражение от россиянина Ивана Нифонтова. В утешительных встречах за третье место победил аргентинца Эммануэля Лученти и американца Трэвиса Стивенса, завоевав тем самым бронзовую олимпийскую медаль.
После лондонской Олимпиады Валуа-Фортье остался в основном составе дзюдоистской команды Канады и продолжил принимать участие в крупнейших международных турнирах. Так, в 2013 году он стал серебряным призёром панамериканского чемпионата в Сан-Хосе и Игр франкофонов в Ницце. Год спустя получил серебро на панамериканском первенстве в Гуаякиле и на первенстве мира в Челябинске, где в решающем поединке уступил грузину Автандилу Чрикишвили. Ещё через год выиграл бронзовые награды на панамериканском чемпионате в Эдмонтоне и на чемпионате мира в Астане — в полуфинале проиграл здесь французу Лоику Пьетри.
На предолимпийском чемпионате мира 2019 года, который проходил в Токио завоевал бронзовую медаль, победив в поединке за третье место соперника из Египта Мохамеда Абдельалала.